# آکیرا فورویا
آکیرا فورویا (انگلیسی: Akira Furuya؛ زادهٔ) اهالی کسب‌وکار، و پویانما اهل ژاپن است.